# Brian McAllister Linn
Brian McAllister Linn (* 14. September 1953 in Honolulu, Hawaii) ist ein US-amerikanischer Militärhistoriker.

## Leben
Linn studierte an der University of Hawaiʻi (B.A. 1978) und der Ohio State University (M.A. 1981 und Ph.D. 1985).
1986/87 war er Visiting Assistant Professor am Department of History der University of Nebraska und von 1987 bis 1989 an der Old Dominion University. Von 1989 bis 1995 war er Assistant Professor und von 1995 bis 1998 Associate Professor am Department of History der Texas A&M University. Seit 1998 ist er Professor of History und Ralph R. Thomas Professor in Liberal Arts. 1999/2000 war er Inhaber des Harold Keith Johnson Chair of Military History am U.S. Army Military History Institute. 2008 hielt er die Perspectives in Military History Lecture Series am United States Army War College. 
Er ist mit zahlreichen Stipendien (Guggenheim, Fulbright, Woodrow Wilson u. a.) bedacht worden, so war er 2014 auch Stipendiat der Robert-Bosch-Stiftung an der American Academy in Berlin. Wiederholt wurde er mit Buchpreisen wie dem Distinguished Book Prize der Society for Military History ausgezeichnet; außerdem ist The Philippine War, 1899-1902 auf der US Army und der US Air Force Chief of Staff’s Reading List. 2012 erhielt er den Edwin H. Simmons Award der Society for Military History. Für 2023 wurde ihm der Samuel Eliot Morison Prize zugesprochen.
Von 2009 bis 2011 war Linn Präsident der Society for Military History.

## Schriften (Auswahl)
- The U.S. Army and Counterinsurgency in the Philippine War, 1899–1902 (1989)
- Guardians of Empire (1997)
- The Philippine War, 1899–1902 (2000)
- The Echo of Battle (2007)
- Elvis’s Army: Cold War GIs and the Atomic Battlefield. Harvard University Press, Cambridge 2016, ISBN 978-0-674-73768-6.